# Птах Зімбабве

Птах Зімбабве (фрагмент герба)

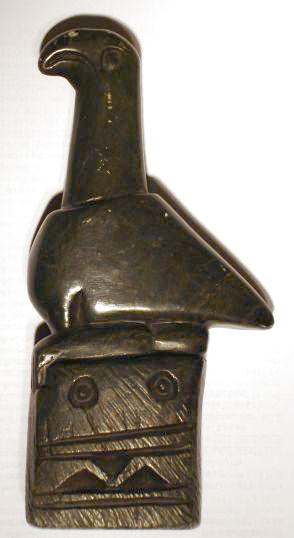
Копія кам'яної скульптури птаха Зімбабве

Птах Зімбабве (Хунгве, англ. hungwe) — статуетка у формі птаха, статуя із зеленого мильного каменю, національна емблема Зімбабве, зображена на гербі, прапорі, монетах Зімбабве і Родезії.

## Зображення на прапорах і монетах

Герб Зімбабве
Національний прапор Зімбабве.
Прапор Родезії 1979-1980.
Прапор Родезії 1968-1979.
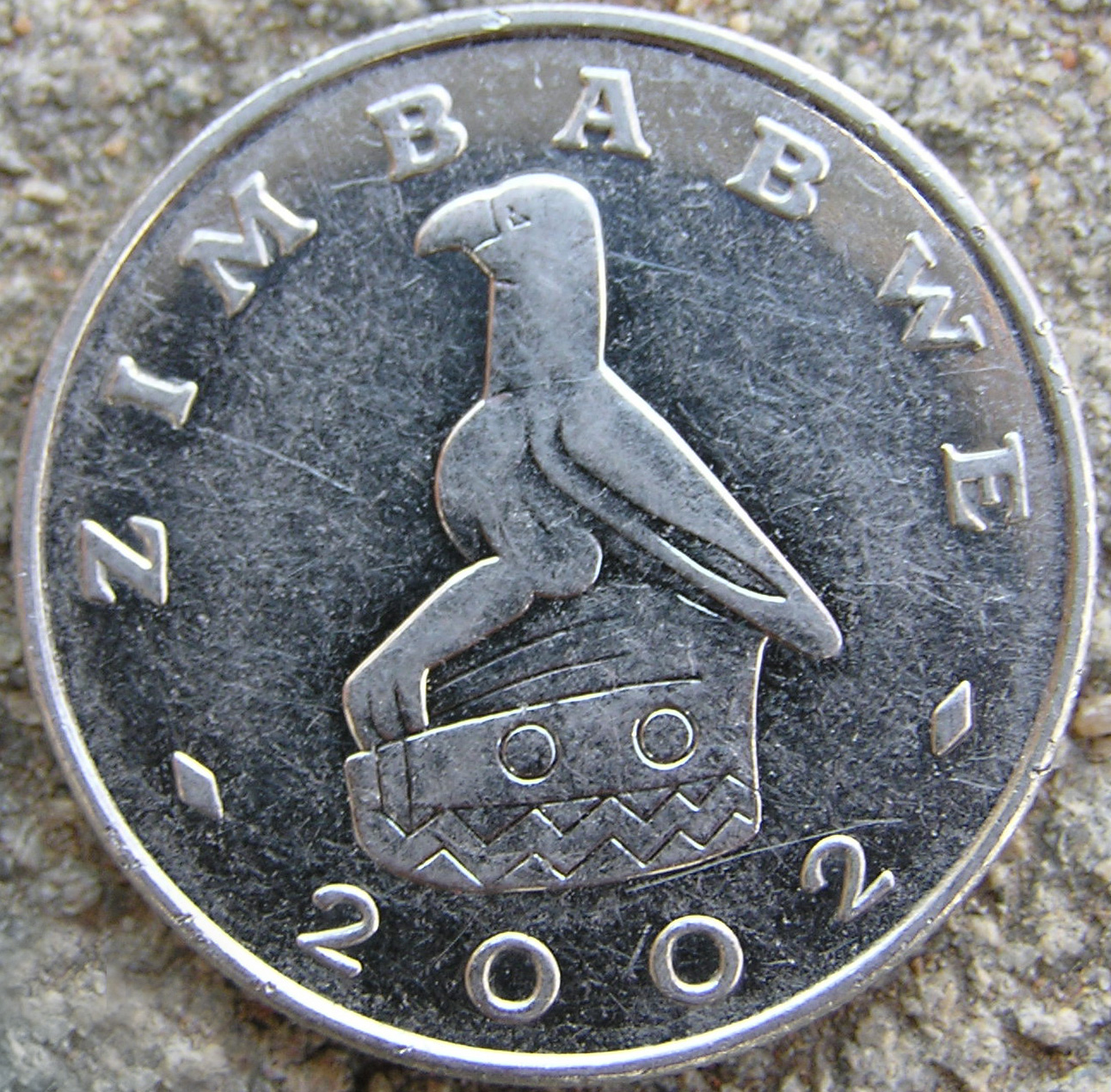
реверс монети.

## Історія і значення
Найбільш відома статуетка цієї істоти, прозваної Птах Зімбабве або Хунгве, була знайдена в 1871 році на руїнах храму (бл. XIII ст.) у Великому Зімбабве. Всього знайдено вісім статуеток, сім збереглися повністю, одна частково. П'ять фігурок Хунгве були вивезені шукачем скарбів Сесилем Родсом у кінці XIX століття в ПАР. Чотири з них були повернуті урядом ПАР у день незалежності Зімбабве, а п'ята залишається в колишньому будинку Родса (Groote Schuur) в Кейптауні .
Незважаючи на чималу кількість, що дозволяє визначити походження і значення Хунгве, навколо цього легендарного створення точаться суперечки. Частина дослідників бачать у скульптурах, що досягають у висоту майже 40 см, широко поширене на півдні Африки стилізоване зображення річкового орла, колишнього символом монаршої влади. Інші схиляються до того, що статуетки взагалі не мають відношення до пернатих, а являють собою фігуру якогось міфологічного персонажа, на кшталт птаха Фенікс.